# Bardar
Bardar es una comuna y pueblo de la República de Moldavia ubicada en el distrito de Ialoveni.
En 2004 tiene 5010 habitantes, casi todos étnicamente moldavos-rumanos. La comuna no tiene pedanías y Bardar es su único pueblo.
Se conoce su existencia desde finales del siglo XV, pero no adoptó su actual topónimo hasta principios del siglo XIX. Anteriormente había tenido diversos nombres como "Botnei", "Deașeni", "Diașeni" y "Dolugeni".
A 2 km del pueblo se halla el mayor zoológico privado del país, creado en torno a lo que originalmente era una granja de avestruces. El pueblo cuenta también con una destacada fábrica de vino y brandy y en los alrededores de la localidad se halla la mayor plantación de tulipanes de la República de Moldavia.
Se ubica sobre la carretera E584, a medio camino entre Ialoveni y Hîncești.